# Чергінець Микола Іванович
Чергінець Микола Іванович (біл. Мікалай Іванавіч Чаргінец, нар. 17 жовтня 1937, Мінськ) — білоруський письменник та політичний діяч. Кандидат юридичних наук (1977). Заслужений працівник МВС СРСР (1977). Генерал-лейтенант внутрішньої служби (1993).
Засновник у білоруській літературі жанру міліцейського детективу. Один з найбільш затребуваних білоруських письменників детективного жанру. Автор майже півсотні книг художньої прози, більшість з яких — гостросюжетні детективи. За різнопланові досягнення в галузі культури і науки в 1998 році Миколу Чергінця внесено до Книги рекордів Гіннеса.

## Біографія
Народився в сім'ї робітника.
У молодості займався футболом. Вихованець мінської ФШМ, 1958 року приєднався до новоствореної команди «Локомотив» з Вінниці і забив перший гол команди в історії. Після виступів у Молдові, а в 1960-1962 в мінських клубах. У 1963 закінчив Вищу школу тренерів Білоруського державного інституту фізичної культури.
Працював інструктором фізичної культури на Мінському приладобудівному заводі. 1964 року направлений на роботу в органи міліції — до карного розшуку. 1967 року закінчив юридичний факультет БДУ. З 1969 року — заступник начальника Первомайського, а з 1973 — начальник Ленінського районного відділу внутрішніх справ Мінська. З 1975 року — заступник начальника управління внутрішніх справ Мінського міськвиконкому, з 1981 — начальник Управління карного розшуку Міністерства внутрішніх справ БРСР. У 1984-1987 роках служив у Афганістані, брав участь в бойових операціях, був поранений. З 1987 року — начальник Білоруського управління внутрішніх справ на транспорті МВС БРСР. Генерал-майор міліції. Кандидат юридичних наук. Член СП СРСР (з 1978).
Академік ряду міжнародних академій, віце-президент Міжнародної Академії народів світу і Академії проблем безпеки, оборони і правопорядку Російської Федерації, професор, гранд-доктор філософії і права Всесвітнього розподіленого університету Організації Об'єднаних Націй. Член Президії Ради Республіки Національних зборів Республіки Білорусь, голова Постійної комісії Ради Республіки Національних зборів Республіки Білорусь з міжнародних справ і національної безпеки, голова Постійної комісії Парламентських Зборів Союзу Білорусі та Росії з питань зовнішньої політики. Співголова Міжнародного літературного фонду, секретар Міжнародної асоціації письменників-баталістів, голова громадського об'єднання «Союз письменників Білорусі» з його заснування та до 2022 року.
Дебютував у пресі як журналіст 1963 року. Пише російською мовою. Автор прозових книг «Четвертий слід» (рос. Четвёртый след, 1973), «Тривожна служба» (рос. Тревожная служба, 1975), «Слідство триває» (рос. Следствие продолжается, 1977), «Фінал Краба» (рос. Финал Краба, 1979), «Служба — дні і ночі» (рос. Служба — дни и ночи, 1981), «Наказ № 1» (рос. Приказ № 1, 1985), «Слідство триває. Фінал Краба» (рос. Следствие продолжается. Финал Краба, 1986). 
Написав романи «Вам — завдання» (рос. Вам — задание, 1982), «За секунду до пострілу» (рос. За секунду до выстрела, 1983), «Таємниця Чорних Гір» (рос. Тайна Черных Гор, 1987), «Сини» (рос. Сыновья, 1989), «Постріл в минуле» (рос. Выстрел в прошлое, 2006; серія «Спецназ»), «Лігво змій» (рос. Логово змей, 2007). 
Автор повістей «Весілля не буде», «Одного разу в березні», «З Божої волі».
Автор книжкової серії «Карний розшук», до якої увійшли такі твори: романи «Наказ № 1» (рос. Приказ № 1, 2003), «Сини» (рос. Сыновья, 2000), «Чорний пес» (рос. Черный пес, 2000), «За секунду до пострілу» (рос. За секунду до выстрела, 2001), «Кілер» (рос. Киллер, 2001), «Кремлівський колодязь» (рос. Кремлевский колодец, 2001), «Російська красуня» (рос. Русская красавица, 2001), «Убити вождя» (рос. Убить вождя, 2001), «Ілоти божевілля» (рос. Илоты безумия, 2002), «Втеча» (рос. Побег, 2002), «Смертник» (2002), «Таємниця Овального кабінету» (рос. Тайна Овального кабинета, 2002), «Смерть за смерть» (2003), «Попереджувальний удар» (рос. Упреждающий удар, 2002), «Вам завдання» (рос. Вам задание, 2004), «Російське братство» (рос. Русское братство, 2004), «Смертельний квадрат» (рос. Смертельный квадрат, 2004), «Третя зірка» (рос. Третья звезда, 2005) та повісті «Слідство триває» (рос. Следствие продолжается, 2000), «Останній герой» (рос. Последний герой, 2003).